# Zusammenarbeit IRA und Drittes Reich
|  | Dieser Artikel oder Abschnitt wurde wegen inhaltlicher Mängel auf der Qualitätssicherungsseite der Redaktion Geschichte eingetragen (dort auch Hinweise zur Abarbeitung dieses Wartungsbausteins). Dies geschieht, um die Qualität der Artikel im Themengebiet Geschichte auf ein akzeptables Niveau zu bringen. Dabei werden Artikel gelöscht, die nicht signifikant verbessert werden können. Bitte hilf mit, die Mängel dieses Artikels zu beseitigen, und beteilige dich bitte an der Diskussion! |

Die Zusammenarbeit zwischen der IRA (Irish Republican Army) und dem Dritten Reich ist ein Kapitel der Geschichte des Zweiten Weltkriegs, das von 1937 bis 1944 andauerte und beschreibt die Kommunikation zwischen der IRA, einer paramilitärischen Gruppe, die die Befreiung Nordirlands von der britischen Regierung anstrebt, und dem Nachrichtendienst des Dritten Reichs.

## Erste Kontakte
Nach ersten Kontakten im Jahre 1937 schickte die Deutsche Abwehr im Dezember 1938 den Journalisten Oscar C. Phaus nach Irland, um Kontakt mit der Irisch Republikanischen Armee (IRA) aufzunehmen. Die Kenntnisse der deutschen Behörden und des Nachrichtendienstes über die Arbeit und die inneren Strukturen der IRA hielten sich bis dato in Grenzen. Jedoch war bekannt, dass die Untergrundkämpfer immer wieder Bombenattentate gegen das Britische Empire durchführten.
Dies war Grund genug, die irischen Guerillakämpfer als natürliche Alliierte im Krieg gegen Großbritannien anzusehen und sie somit für die eigene Sache gewinnen zu wollen. Phaus hatte jedoch keine Autorisierungen seitens der deutschen Regierung erhalten und der einzige Erfolg der Mission war die Herstellung des Kontakts zu Seamus O’Donovan, welcher im weiteren Verlauf der Zusammenarbeit zum wichtigsten Kontaktmann der deutschen Abwehr wurde.

## Hermann Görtz
Ziel des Admirals und Leiters der deutschen Abwehr, Wilhelm Canaris, war es, Informationen über den englischen Luftraum zu erhalten und somit die Angriffe der deutschen Luftwaffe bestmöglich koordinieren zu können. Jedoch scheiterten beinahe alle deutschen Spione bei ihren Versuchen, auf der grünen Insel Informationen zu beschaffen. Der wichtigste dieser Spione war Hermann Görtz. Er sprang am 5. Mai 1940 über Irland ab. Er hatte die Mission, die IRA zur Zusammenarbeit zu bewegen, einschließlich der Perspektive, gemeinsam Nordirland von der britischen Regierung zu befreien.
Görtz verpasste jedoch seinen Zielort beim Absprung um mehrere Kilometer und kam erst einige Tage später ausgemergelt am vereinbarten Treffpunkt an. Zudem war Görtz’ Eindruck der irischen Untergrundarmee desaströs. Seiner Ansicht nach waren die Strukturen der Organisation völlig unübersichtlich und das Nachrichtensystem derart veraltet, dass eine Zusammenarbeit in dieser Konstellation kaum möglich schien. Görtz ging seiner Agententätigkeit 19 Monate lang nach, bis er verhaftet wurde. Nach Kriegsende und Ankündigung seiner Freilassung und Übergabe in die Hände britischer Behörden beging Görtz Selbstmord.

## „Operation Dove“
Aufgrund der Erkenntnisse von Hermann Görtz entschied Admiral Canaris, neue Führungsfiguren in den Reihen der IRA zu etablieren, welche entsprechende Autorität besaßen und auch dem Dritten Reich wohlgesinnt waren. Hierfür wurde es als zunächst notwendig angesehen, den Stabschef der IRA, Seán Russell, nach Berlin zu bringen. Nach dessen gescheitertem „S-Plan“ in den Vereinigten Staaten von Amerika gelangte er über Genua nach Deutschland. Hier sollte er noch Hermann Görtz vor dessen Mission über die Bedingungen in Irland informieren, verpasste diesen aber knapp.
Der zweite Teilnehmer der Operation Dove war Frank Ryan, ein IRA-Veteran, der im Spanischen Bürgerkrieg auf Seiten der Republikaner gekämpft hatte. Er wurde zwar von General Francos Truppen gefangen genommen, doch betrachteten ihn die italienischen Einheiten, die ihn gefangen genommen hatten, als geeignetes Druckmittel für einen Gefangenenaustausch, womit er einer Hinrichtung entging. Auf Druck deutscher Behörden gelang es, Ryan nach Deutschland zu schaffen und so Sympathien der Iren für die Nationalsozialisten zu befördern, denn auf Grund seiner Kriegsgefangenschaft wurde Ryan in seinem Heimatland beinahe als Held verehrt.
Im Sommer 1940 trafen sich Ryan und Russell gemeinsam mit dem Sektionsleiter Kurt Haller zu einer Besprechung der Operation. Konkrete Pläne sind nicht bekannt. Russell und Ryan brachen von Wilhelmshaven aus mit einem deutschen U-Boot nach Irland auf, jedoch setzten bei Seán Russell unterwegs heftige Schmerzen und Magenkrämpfe ein. Zwei Tage nach der Abfahrt erlag er seinen Leiden. Es kamen Spekulationen auf, Ryan hätte seinen Mitstreiter umgebracht, um alleinigen Machtanspruch über die IRA zu bekommen. Ryan wurde wieder in Wilhelmshaven abgesetzt und kehrte nicht in seine Heimat zurück. 1944 starb er an einer Lungenentzündung.